# Carly Rae Jepsen
Pour les articles homonymes, voir Jepsen.
Carly Rae Jepsen, née le 21 novembre 1985 à Mission (Colombie-Britannique), est une auteure-compositrice-interprète canadienne.
En 2007, elle termine à la troisième place de la cinquième saison de l'émission Canadian Idol. Peu après l'émission, elle sort son premier album, Tug of War, en 2008. En 2012, elle sort le single Call Me Maybe, qui connaît un succès international. La même année, elle sort son deuxième album, Kiss.
En 2015, elle sort le single I Really Like You, qui fait partie de son troisième album, Emotion.
Elle a reçu une dizaine de récompenses, auxquelles s'ajoutent de nombreuses nominations dont trois pour les Juno Awards, et deux aux Grammy Awards. Elle a également été élue la « star montante de 2012 » par le magazine Billboard.

## Biographie

### Son enfance et ses débuts
Née à Mission, en Colombie-Britannique, au Canada, Carly est la fille d'Alexandra et Larry Jepsen. Elle a une sœur, prénommée Katie, et un frère, prénommé Colin. Ses parents sont divorcés ; elle a un beau-père, prénommé Ron Lanzarotta. Elle est diplômée du lycée Heritage Park Secondary School de Mission. Elle a, ensuite, intégré l'université Canadian College of Performing Arts à Victoria, avant de participer à l'émission Canadian Idol.
Après sa participation à Canadian Idol, Carly est retournée en Colombie-Britannique, afin de se concentrer sur l'écriture, la composition et le travail dans un groupe musical. Les maquettes qu'elle a enregistrées ont attiré l'attention des maisons de disques, Simkin Artist Management et Dexter Entertainment, ce qui lui a permis de travailler avec le producteur Ryan Stewart. Le fondateur du label Simkin Artist Management, Jonathan Simkin, est également le cofondateur de la maison de disques 604 Records, à Vancouver. Elle a, par la suite, signé un contrat avec 604 Records et MapleMusic Recordings. Afin de se consacrer à sa carrière musicale, Carly s'est installée à Vancouver.

### 2008-2010:Tug of War

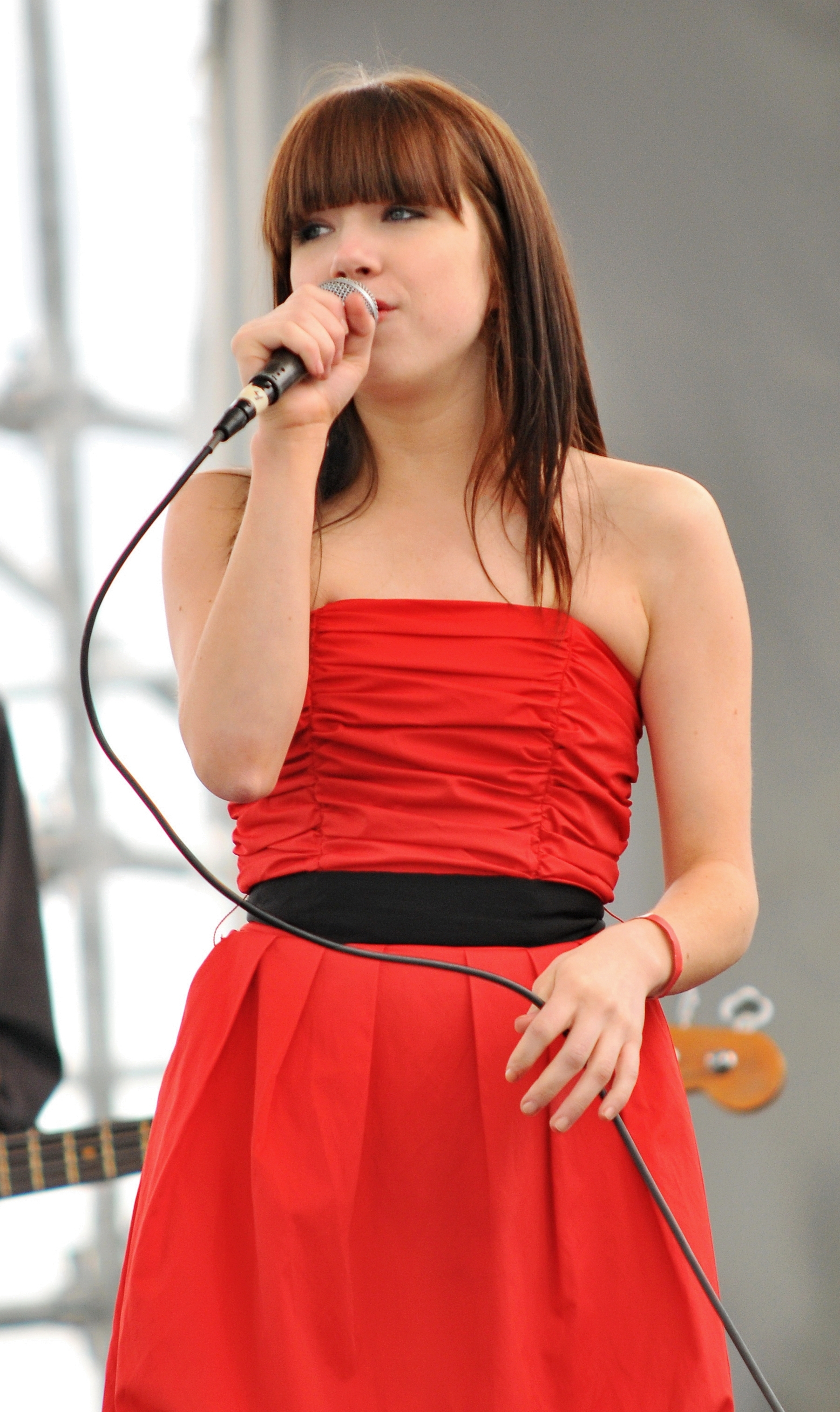
Carly Rae Jepsen en juillet 2010.

Le 16 juin 2008, Carly sort son premier single, une reprise du chanteur américain John Denver Sunshine On My Shoulders. Il s'agit de sa seule chanson qui est reprise de son premier album studio. Le 21 juillet 2008, Tug of War ajoute deux chansons de son premier album studio, Bucket et Heavy Lifting sur sa page myspace. En août 2008, Carly Rae Jepsen annonce sur sa page myspace que le titre de son album s'intitule Tug of War et sort le 30 septembre 2008. Elle ajoute sur sa page deux autres chansons Tug of War et Sweet Talker. La chanson Tug of War sort en tant que single sur la plateforme iTunes le 16 septembre 2008. En mai 2009, sort son second single Bucket et la vidéo de Sour Candy en duo avec Josh Ramsay du groupe canadian de pop rock Marianas Trench. Josh Ramsay a également aidé à produire la chanson Call Me Maybe. Tous les clips vidéo sont réalisés par Ben Knechtel. Durant le printemps 2009, elle part en tournée dans tout l'ouest du Canada avec Marianas Trench et Shiloh. Elle repart ensuite en tournée dans tout le pays avec Marianas Trench, The New Cities et avec Mission District.

### 2011-2013:CuriosityetKiss

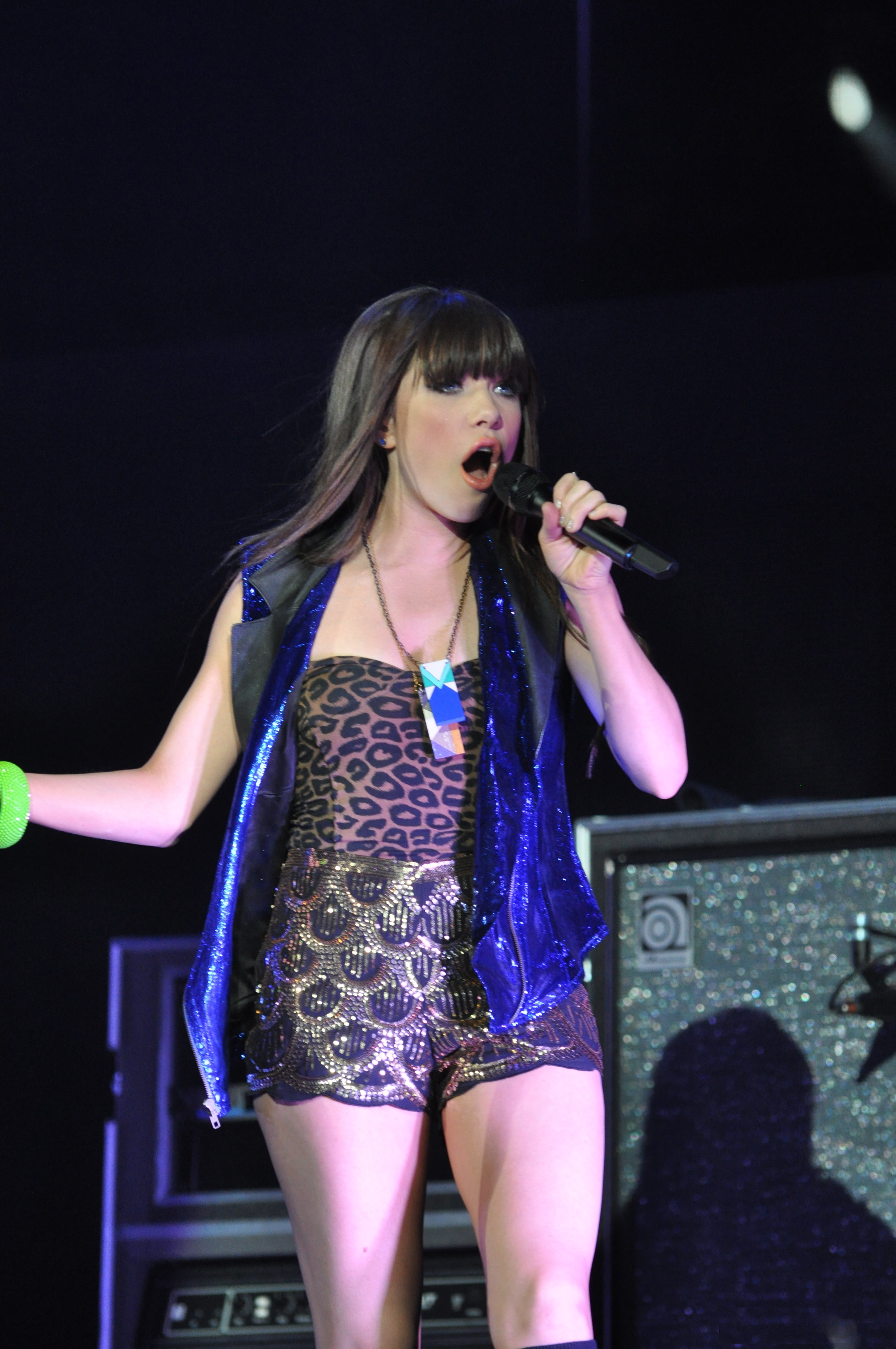
Carly Rae Jepsen en octobre 2012.

Un nouveau single, Call Me Maybe, sort le 20 septembre 2011. Produit par Josh Ramsay de Marianas Trench et coécrit par Jepsen, Ramsay et Tavish Crowe, Call Me Maybe est le premier single à être numéro un des ventes digital par une artiste canadienne depuis Baby de Justin Bieber en janvier 2010. C'est également la 11e chanson à être numéro un du Digital Songs depuis la création de ce classement par l'institut Nielsen SoundScan en 2005. La chanson est numéro un du classement Billboard Canadian Hot 100, devenant la 4e artiste canadienne à accéder à ce rang à la suite d'Avril Lavigne pour Girlfriend, Nikki Yanofsky avec I Believe et Young Artists for Haiti avec la reprise de Wavin' Flag du rappeur canadien K'naan.

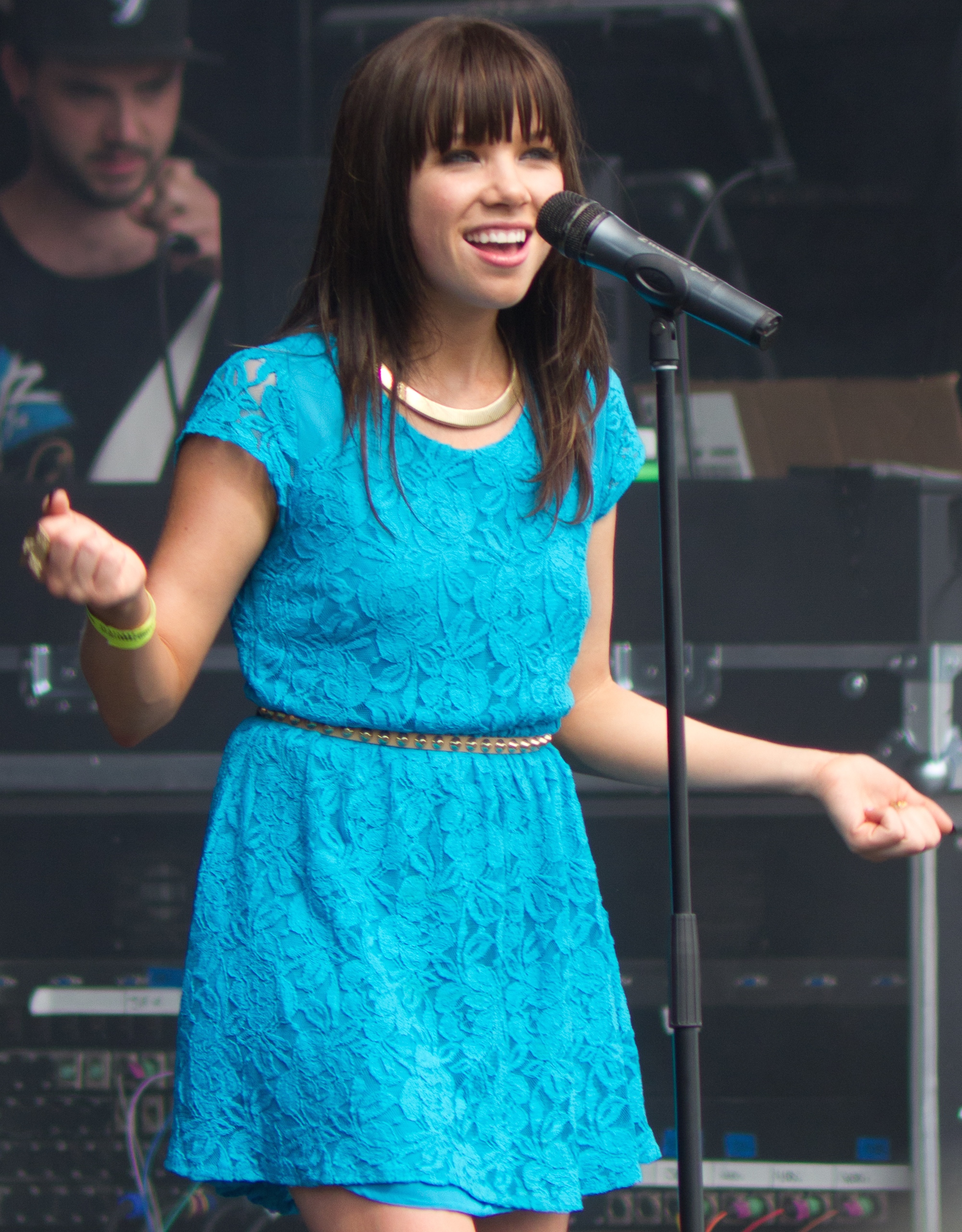
Carly Rae Jepsen au Burlington Sound of Music Festival (2012).

En février 2012, elle signe pour le label School Boy Records avec le manager de Justin Bieber, Scooter Braun. Son premier maxi, Curiosity, sort le 14 février 2012. Il est produit par Josh Ramsay et Ryan Stewart. À la même époque, une parodie du clip Call Me Maybe est diffusée sur Internet, où apparaissent Ashley Tisdale, Justin Bieber, Selena Gomez et le groupe Big Time Rush.
Elle est invitée par Adam Young à participer au nouveau single de son projet Owl City, Good Time, qui sort en juin 2012.
En août 2012, la chanteuse dévoile la pochette de son deuxième album Kiss. L'album sort le 17 septembre 2012, sur trois labels : 604 Records, School Boy Records et Interscope Records.

### 2013-2018: troisième album studio et autres projets
En août 2013 Carly Rae Jepsen  reprend sous le titre de Part of Your World une chanson issue du film d'animation Walt Disney La Petite Sirène.
En décembre 2013, Carly déclare, lors d'une interview, qu'elle travaille sur son troisième album. Elle confirme qu'elle travaillerait avec les producteurs Josh Ramsay, Ryan Stewart, Max Martin, Benny Blanco et StarGate. L'album devait sortir dans l'année 2014 ; finalement, elle explique qu'elle prendrait son temps avant de le sortir.
En février 2014, elle joue pendant douze semaines, le rôle d'Ella, dans la production de Broadway, Cinderella, aux côtés de Fran Drescher.
Le 2 mars 2015, Carly Rae Jepsen fait son grand retour avec la sortie de son nouveau single, I Really Like You, qui figure sur son troisième album Emotion. Tom Hanks et Justin Bieber participent au clip vidéo de ce nouveau titre. La même année, elle interprète ce titre dans le 22e épisode de la saison 7 de la série télévisée Castle dans lequel elle apparait dans son propre rôle. Le deuxième single de l'album, intitulé Run Away With Me, est sorti le 17 juillet 2015.
All That est sorti en avril 2015 en tant que single promotionnel. E•MO•TION est sorti en juin 2015 en tant que single promotionnel. Warm Blood est sorti en juillet 2015 en tant que single promotionnel. Making the Most of the Night et Your Type sont sortis en août 2015 en tant que singles promotionnels.[réf. souhaitée].

### 2018-présent:Party For Oneet quatrième album studio
Le 1er novembre 2018, Carly fait son retour avec le single Party For One.
En 2019 et 2020[pas clair], elle sort un double album intitulé Dedicated.
En octobre 2022, Carly Rae Jepsen sort son 6e album (ou 5e sans compter Dedicated Side B), The Loneliest Time.
En juillet 2023, Carly Rae Jepsen sort son 7e album, The Loveliest Time.

## Vie privée
En juillet 2012, Carly Rae Jepsen a mis un terme à sa relation avec son compagnon Jordi Ashworth, qu'elle fréquentait depuis plus d'un an,,. Elle a composé la chanson Call Me Maybe pour celui-ci, lorsqu'ils étaient encore ensemble.
De août 2012 à janvier 2015, elle a été la compagne du musicien américain Matthew Koma,,.
Depuis février 2015, Carly Rae Jepsen est en couple avec David Kalani Larkins, ancien membre du groupe Forgive Durden (en).

## Tournées

### Promotionnelle[pasclair]
- Kiss Promo Tour (2012)

### Première partie
- Marianas Trench, The New Cities, and The Mission District – Beside You Tour (Canada) (2009)
- Justin Bieber – Believe Tour (Amérique du Nord) (2012)
- Justin Bieber – Believe Tour (Europe) (2013)

## Filmographie
| Année | Titre                                     | Rôle                    | Commentaires          |
| ----- | ----------------------------------------- | ----------------------- | --------------------- |
| 2007  | Canadian Idol                             | Elle-même (concurrente) | Saison 5 / arrivée 3e |
| 2012  | 90210 Beverly Hills : Nouvelle Génération | Elle-même               | Saison 5, épisode 1   |
| 2013  | Shake It Up                               | Elle-même               | Saison 3, épisode 10  |
| 2015  | Castle                                    | Elle-même               | Saison 7, épisode 22  |
| 2016  | Grease: Live !                            | Frenchy                 | Téléfilm live         |

## Distinctions

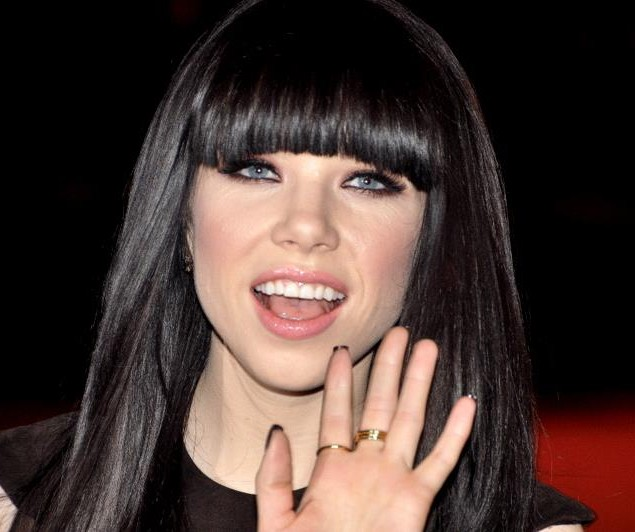
Carly Rae Jepsen aux NRJ Music Awards en janvier 2013.

| Année | Association                           | Catégorie                                                                      | Résultat   |
| ----- | ------------------------------------- | ------------------------------------------------------------------------------ | ---------- |
| 2010  | Canadian Radio Music Awards           | Chanson de l'année : Tug of War                                                | Lauréat    |
| 2010  | Western Canadian Music Awards         | Chanson de l'année : Tug of War                                                | Nomination |
| 2010  | Juno Awards                           | Révélation de l'année                                                          | Nomination |
| 2010  | Juno Awards                           | Auteur-compositeur de l'année (avec Ryan Stewart)                              | Nomination |
| 2010  | Much Music Video Awards               | Nouvelle artiste préférée de l'année                                           | Nomination |
| 2012  | MTV Europe Awards 2012                | Chanson De L'année : Call Me Maybe                                             | Lauréat    |
| 2012  | MTV Europe Awards 2012                | Artiste Montante                                                               | Lauréat    |
| 2012  | MTV Europe Awards 2012                | Révélation de l'Année                                                          | Nomination |
| 2012  | Much Music Video Awards 2012          | Vidéo de l'Année : Call Me Maybe                                               | Lauréat    |
| 2012  | Much Music Video Awards 2012          | Clip Pop De L'année : Call Me Maybe                                            | Nomination |
| 2012  | Much Music Video Awards 2012          | Vidéo Préférée de L'année : Call Me Maybe                                      | Lauréat    |
| 2012  | Much Music Video Awards 2012          | Artiste ou Groupe Préféré de L'année                                           | Nomination |
| 2012  | Teen Choice Awards 2012               | Vidéo Pop De L'année : Call Me Maybe                                           | Nomination |
| 2012  | American Music Awards 2012            | Nouvelle Artiste de L'année                                                    | Lauréat    |
| 2012  | The Billboard Japan Music Awards 2012 | Nouvelle Artiste de L'année                                                    | Lauréat    |
| 2012  | The Billboard Japan Music Awards 2012 | Hot Top Airplay : Good Time                                                    | Lauréat    |
| 2013  | NRJ Music Award 2013                  | Révélation internationale de l'année                                           | Lauréat    |
| 2013  | NRJ Music Award 2013                  | Groupe / Duo international de l'année (avec Owl city)                          | Nomination |
| 2013  | NRJ Music Award 2013                  | Chanson internationale de l'année                                              | Nomination |
| 2013  | Grammy Award 2013                     | Chanson De l'Année : Parole de Call Me Maybe (avec Tavish Crowe & Josh Ramsay) | Nomination |
| 2013  | Grammy Award 2013                     | Meilleure Performance Pop : Call Me Maybe                                      | Nomination |
| 2013  | Juno Award 2013                       | Juno Fan Choice Awards                                                         | Nomination |
| 2013  | Juno Award 2013                       | Single de L'année : Call Me Maybe                                              | Lauréat    |
| 2013  | Juno Award 2013                       | Album de L'année                                                               | Lauréat    |
| 2013  | Juno Award 2013                       | Artiste de l'Année                                                             | Nomination |
| 2013  | Juno Award 2013                       | Album Pop De L'Année                                                           | Lauréat    |
| 2013  | Kid’s Choice Awards 2013              | Chanson Préférée : Call Me Maybe                                               | Nomination |